# Хандке, Мирослав
Мирослав Юзеф Хандке (пол. Mirosław Józef Handke; 19 марта 1946, Лешно, Польша — 22 апреля 2021) — польский химик, педагог, профессор (с 1993), доктор наук, ректор горно-металлургической академии им. Станислава Сташица (1993—1997) в Кракове. Государственный деятель, министр образования Польши в правительстве премьер-министра Ежи Бузека (1997—2000).

## Биография
В 1969 окончил физики-математический и химический факультет Ягеллонского университета. Работал ассистентом, доцентом, преподавателем в горно-металлургической академии Кракова.
В 1988—1991, 1996, 2000—2012 — руководитель созданного им Института силикатов при академии.
В 1986 — член одной из комиссий Польской академии наук, с 1994 — комиссии по химии ПАН. 1993—1997 — заместитель председателя коллегии ректоров вузов Кракова.
Специалист колебательной спектроскопии и физической химии силикатов. Автор около 100 научных работ.
Член польского профсоюза «Солидарность» (с 1981). Оппозиционер в ПНР.
Министр образования Польши в правительстве премьер-министра Ежи Бузека (1997—2000). Инициатор проведения серьезных реформ системы образования в Польши в 1999 году.
В 2011 году за выдающийся вклад в образование и реформы был награждён кавалерским крестом орденом Возрождения Польши.
В 2019 году награждён офицерским крестом ордена Возрождения Польши